# Bernd Hiemer

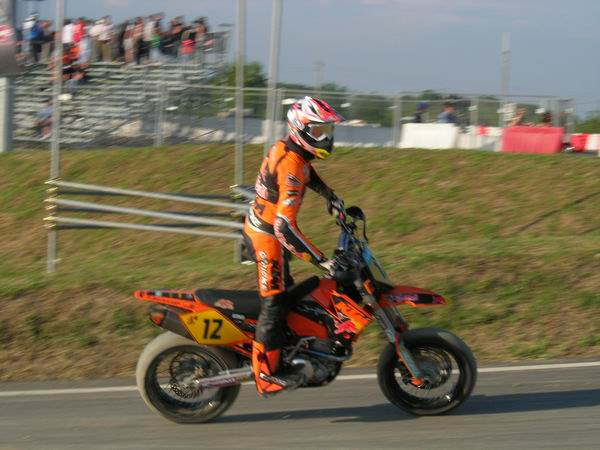
Bernd Hiemer

Bernd Hiemer (* 23. Februar 1983 in Memmingen) ist ein ehemaliger deutscher Motorradrennfahrer.
Er wurde als KTM Werksfahrer in der Saison 2006 Weltmeister in der offenen Klasse (alte S1). Im Jahr 2008 wurde er Weltmeister mit der 450-cm³-Maschine in der S1-Klasse.
Hiemer hat im Jahr 2014 seine Karriere als Rennfahrer beendet.
Bernd Hiemer ist verheiratet und lebt in Leutkirch im Allgäu.

## Karriere
- 2001
  - 2. Rang OPEN-Meisterschaft

- 2002
  - 6. Rang Deutsche Meisterschaft
  - 19. Rang Europameisterschaft

- 2003
  - Europameister 2003
  - 3. Rang Deutsche Meisterschaft
  - 12. Rang Weltmeisterschaft

- 2004
  - Deutscher SuperMoto-Meister, Prestige Open

- 2005
  - Vizeweltmeister Klasse S1 (offene Klasse)
  - 1. Superbiker Mettet (B)

- 2006
  - Weltmeister Klasse S1 (offene Klasse)

- 2007
  - Teilnahme an der Weltmeisterschaft Klasse S1 (450)
  - Internationaler Italienischer Meister Klasse S1 (450)

- 2008
  - Weltmeister Klasse S1 (450)

- 2009
  - nach Trainingssturz in der Saisonvorbereitung nur 1 Rennen in der WM gefahren und 1 Rennen in der DM (beides zum Ende der Saison)

- 2010
  - Neues Team - KTM Motorracing. Beste Platzierung Platz in St. Wendel bei der WM
  - in der DM nicht in allen Rennen gestartet wegen Unstimmigkeiten mit dem Team. Sonst immer unter den ersten 3

- 2011
  - Umstieg in den Straßenrennsport
  - Fährt in der Spanischen Meisterschaft Moto 2 für MZ
  - Top-10-Plätze in der Spanischen Moto2
- 2012
  - Nach der Insolvenz von MZ Rückkehr zum Supermoto
  - Mit KTM Bauerschmidt
- 2013
  - Deutsche Meisterschaft und Weltmeisterschaftsläufe Supermoto mit KTM Bauerschmidt
  - Podiums-Platzierungen
- 2014 zum Abschluss der Karriere nochmals deutscher Meister (S1, 450 cm³) mit "Team Germany, Marcus Class & Marc-Reiner Schmidt", dritter Platz in der SMoN SuperMoto of Nations Team Weltmeisterschaft